# Anemochorie

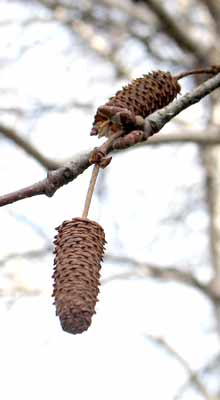
Birken zählen zu den Flügelfliegern, hier die reifen weiblichen Kätzchen von Betula populifolia vor dem Ausfliegen der Samen.

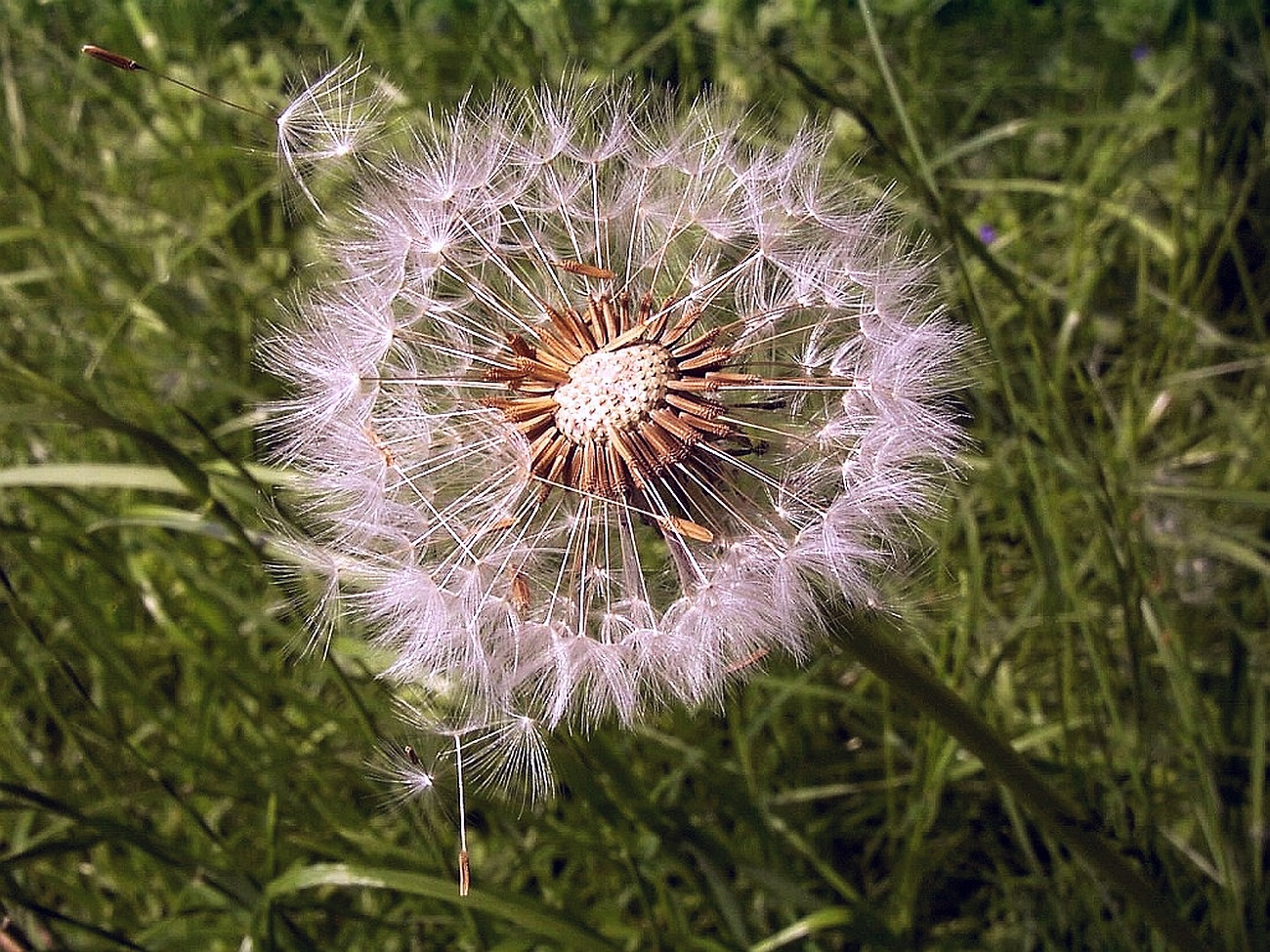
Löwenzahn zählt zu den Haarfliegern

Anemochorie (von griechisch ἄνεμος ánemos, deutsch ‚Wehen, Lufthauch, Wind‘, und χωρεῖν chōreín, deutsch ‚sich fortbewegen, wandern‘) ist die Ausbreitung von Samen, genauer gesagt der Diasporen, mit dem Wind (Windwanderer). Obgleich der Begriff primär der Botanik zugeordnet wird, findet er für alle Reiche Verwendung, beispielsweise für die Verbreitung von Pilzsporen sowie für Mikroinvertrebraten.
Je nach Gewicht und Form der Samen, Windstärke und Höhe des Samenstandes über dem Boden sind unterschiedlich weite Ausbreitungen möglich. Etliche Pflanzen, die die Anemochorie nutzen, bilden winzige Sporen aus, da leichte Samen vom Wind leichter ausgebreitet werden. Es bestehen verschiedene Strategien, den Wind zu nutzen:
- Windflieger (Meteorochorie) lassen ihren Samen mit dem Wind treiben. Damit sind Fernausbreitungen über mehrere hundert Meter bis zu Kilometern möglich. Beispiele sind Weiden oder Löwenzahn (Pusteblume).
- Windstreuer (Boleochorie, Ballanemochorie; eine Form der Semachorie) verstreuen nach Einwirkung äußerer Kräfte wie dem Wind die Samen aus Kapseln. Die erreichbare Ausbreitung beträgt nur wenige Meter. Beispiel ist Klatschmohn.
- Bodenläufer, Roller (Chamaechorie) lösen sich als ganze Pflanze vom Boden und werden vom Wind ausgebreitet, die Samen fallen nach und nach ab. Die dabei erreichbare Ausbreitung ist nur davon abhängig, wie häufig die Steppenroller festgehalten werden, beispielsweise an Zäunen oder anderen Pflanzen. Beispiele sind Kali-Salzkraut und Feld-Mannstreu.

Es gibt auch eine andere, weniger gebräuchliche Einteilung:
- Anemochionochorie; Verteilung durch horizontale Luftströme über die Oberflächen von Schnee- und Eisfeldern
- Anemoheliochorie; Verteilung durch senkrechte, vertikale Luftströme und später durch horizontale Ströme auf höheren Ebenen
- Anemoturbochorie; Verteilung durch Stürme
- Anemogravichorie; Verteilung durch horizontale Luftströme über der Erdoberfläche
- Anemogeochorie; Verteilung durch horizontale Luftströme entlang der Erdoberfläche

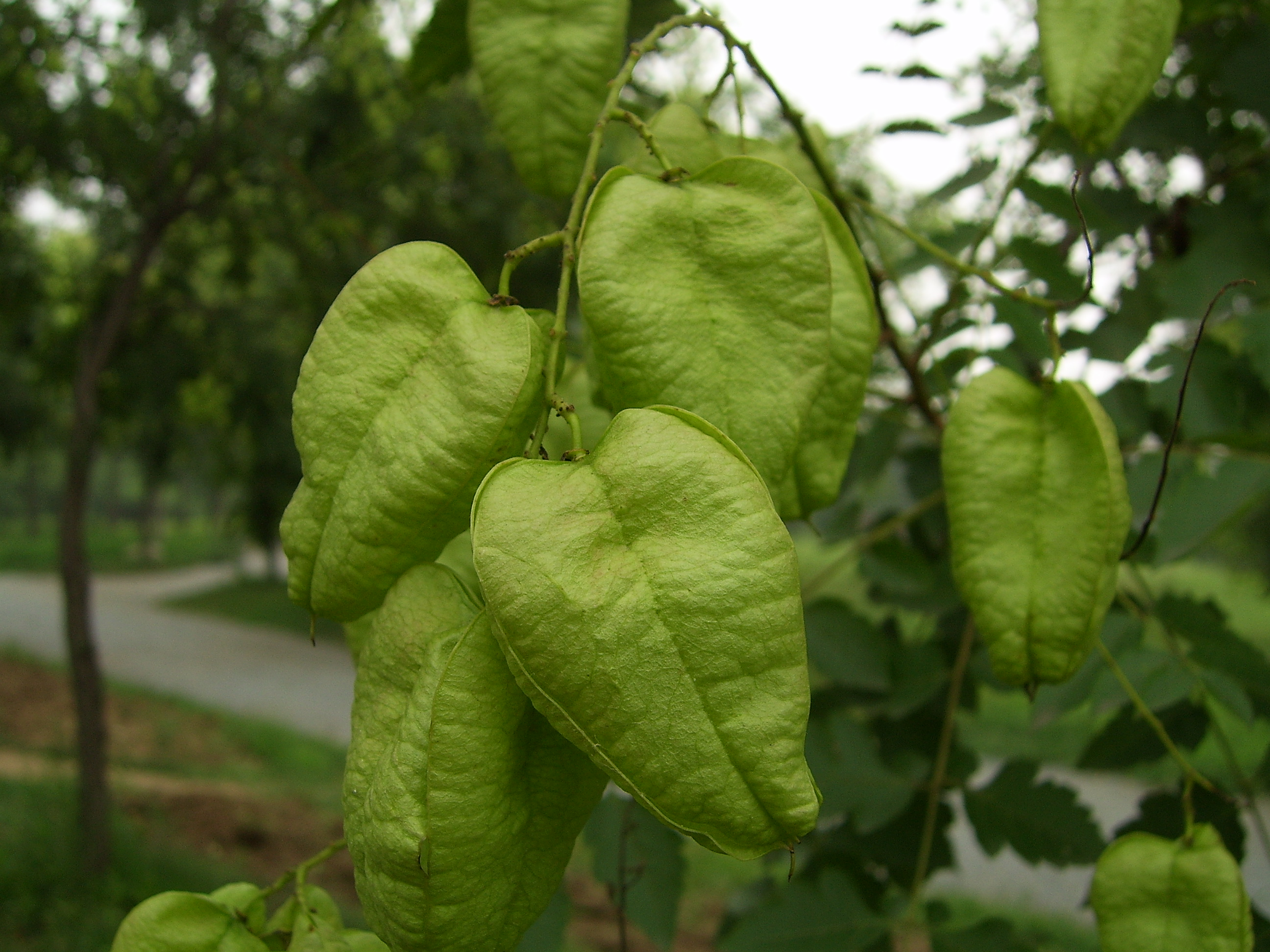
Blasenesche (Koelreuteria paniculata), Blasenfrüchte, Cystometeorochorie
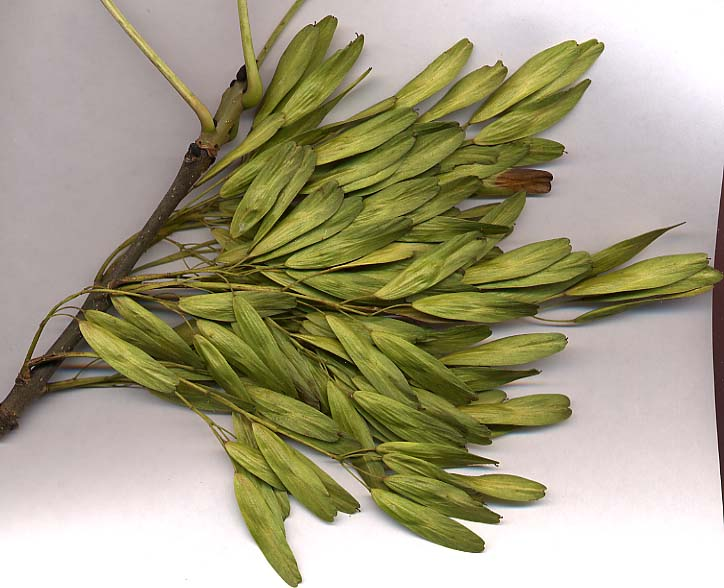
Fruchtstände der Gemeinen Esche (Fraxinus excelsior)
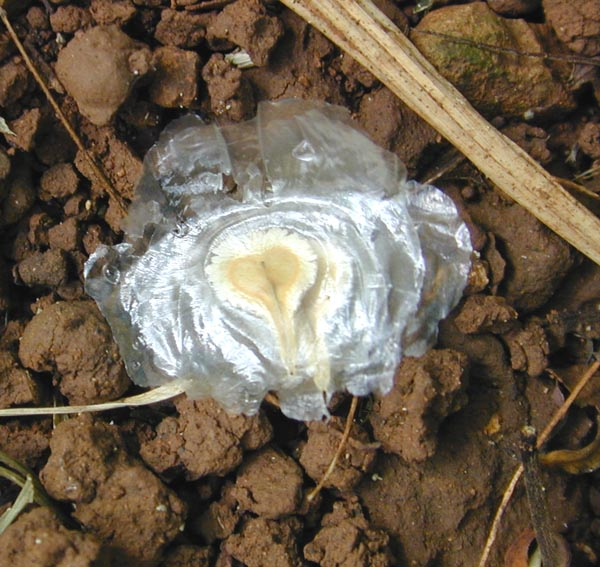
Spathodea campanulata, Bignoniaceae
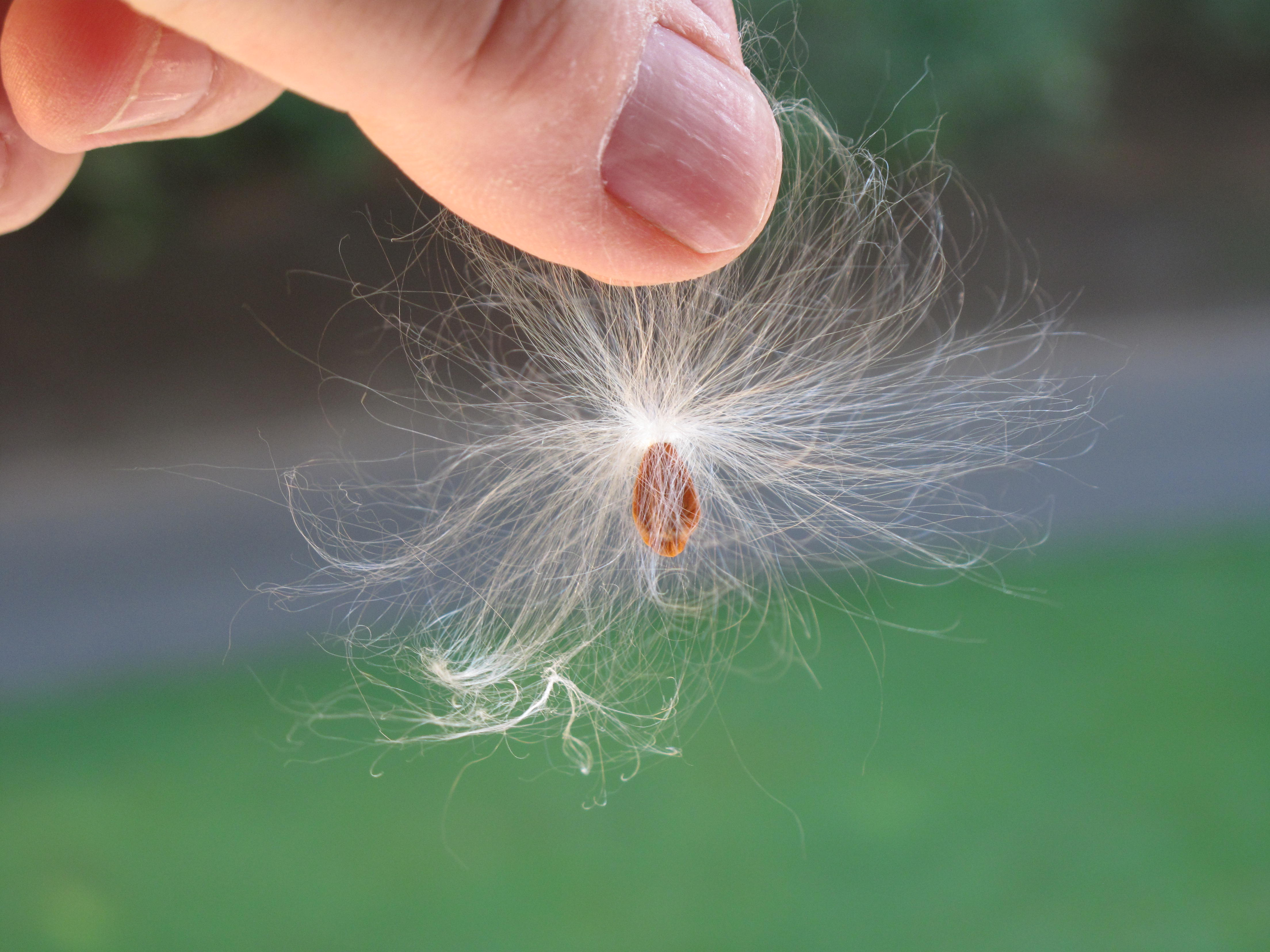
Asclepias syriaca